# Coon Rapids (Iowa)
Coon Rapids é uma cidade localizada no estado americano de Iowa, no Condado de Carroll e Condado de Guthrie.

## Demografia
Segundo o censo americano de 2000, a sua população era de 1305 habitantes.
Em 2006, foi estimada uma população de 1258, um decréscimo de 47 (-3.6%).

## Geografia
De acordo com o United States Census Bureau tem uma área de
4,5 km², dos quais 4,5 km² cobertos por terra e 0,0 km² cobertos por água.

## Localidades na vizinhança
O diagrama seguinte representa as localidades num raio de 20 km ao redor de Coon Rapids.